# Dorfkirche Barkow

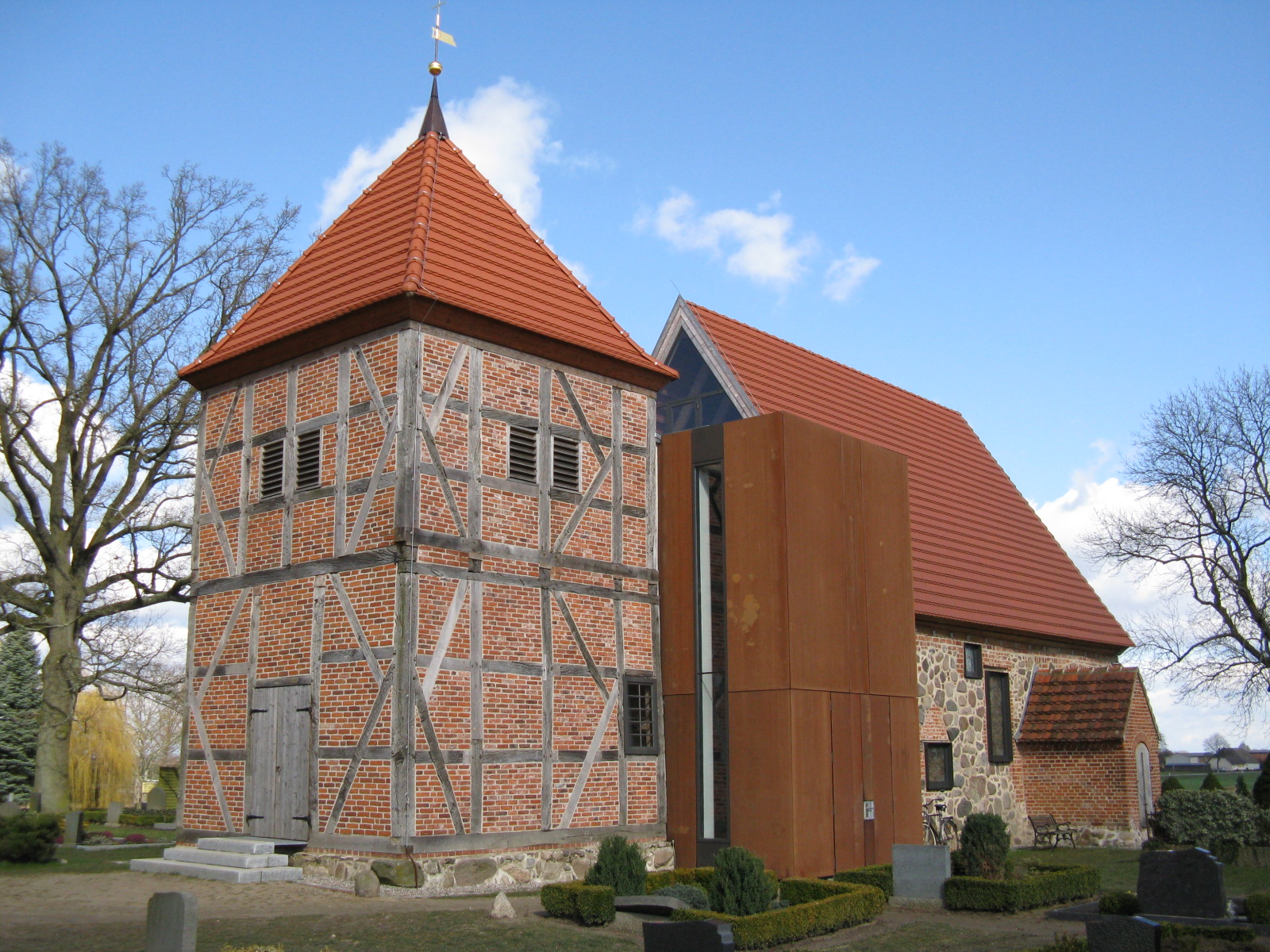
Dorfkirche Barkow (2008)

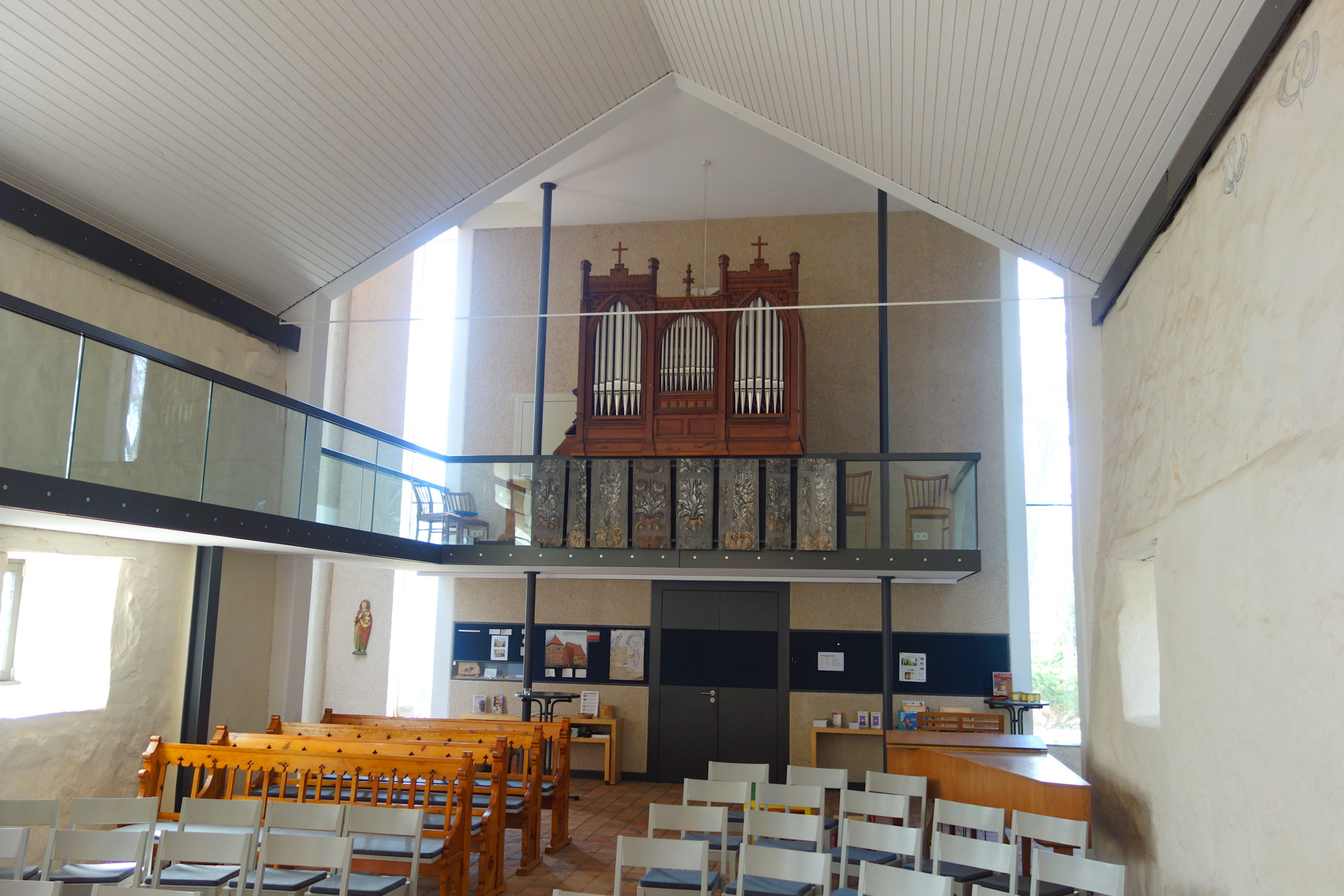
Innenansicht mit Orgel

Die Dorfkirche Barkow ist eine Kirche der Kirchengemeinde Barkow des Kirchenkreises Mecklenburg in der Evangelisch-Lutherischen Kirche in Norddeutschland (Nordkirche). Sie befindet sich im Ortsteil Barkow der Gemeinde Barkhagen im Landkreis Ludwigslust-Parchim.

## Geschichte
Im Jahr 1274 wurde Barkow erstmals urkundlich erwähnt, die Existenz einer Kirche ist seit 1320 nachgewiesen. Der ältere Teil der jetzigen Kirche aus Feldstein entstand vermutlich in der Mitte des 14. Jahrhunderts. Das Kirchenschiff wurde mit einer geraden Holzbalkendecke geschlossen. Der Ostgiebel war mit spitzbogigen Blenden verziert. Im 14. Jahrhundert ist ein hölzerner Glockenturm mit einer Glocke belegt. Die Glocke ist noch heute vorhanden. Sie hat einen Durchmesser von ca. 1 m und trägt die lateinische Inschrift:
1434 wurde der Dachstuhl erneuert, der vermutlich durch einen Brand zerstört wurde. Gotische Figuren aus dem 15. Jahrhundert, die Johannes und Maria mit dem Kind darstellen, wurden einem Predigerstuhl entnommen. Während des Dreißigjährigen Krieges wurden 1636 das Dorf und auch die Kirche von den kaiserlichen Truppen geplündert. Die Kanzel stammt aus der ersten Hälfte des 17. Jahrhunderts. Eine Erweiterung des Langhauses mit Fachwerk in Richtung Westen wurde im 17. und 18. Jahrhundert vorgenommen. Der ebenfalls in Ziegelfachwerk ausgeführte zweigeschossige Turm mit Pyramidenhelm ersetzte seit 1786 den hölzernen Glockenturm. Das Pfarrhaus wurde 1782 errichtet. 1785 erfolgte in Rostock der Guss einer zweiten Glocke. Diese ist nicht mehr vorhanden, da sie während des Ersten Weltkriegs eingeschmolzen wurde. Die Orgel mit einem dreigegliederten neugotischen Prospekt von Friedrich Friese III wurde 1887 erbaut. 1968 überholte die Firma Nußbücker aus Plau die Orgel. Für 1828 sind Renovierungsarbeiten belegt. Im 19. Jahrhundert wurde ein neugotisches Gestühl angeschafft, 1853 ein neuer Altaraufsatz mit einem Bild von Gaston Lenthe, das Christus mit Kelch und Brot darstellt.
Von 1843 bis 1875 war die Kirche Wirkungsstätte von Heinrich Zander, dem Begründer der Ornithologie in Mecklenburg.
Im Jahr 1952 fanden weitere Renovierungen statt. Die Außentreppe zur ehemaligen Gutsherrenempore neben der Sakristei wurde 1995 entfernt.

## Einsturz und Wiederaufbau
Am Abend des 3. April 2004 stürzte unerwartet der gesamte Dachstuhl des Kirchenschiffs ein. Dabei wurde der Innenraum fast völlig zerstört. Nur das Außenmauerwerk und der Turm blieben erhalten und wurden gesichert. Die örtliche Freiwillige Feuerwehr führte erste Bergungs- und Sicherungsarbeiten am Unglücksort aus und begann gemeinsam mit den Dorfbewohnern mit Aufräumarbeiten. In den folgenden Tagen arbeiteten bis zu 40 Freiwillige bei der Beseitigung der Trümmer und dem Schutz des erhaltenen Bestandes. Dazu gehörten Altar, Taufbecken und die Orgel. Im Mai 2004 gründete sich ein Förderverein zum Wiederaufbau der Dorfkirche, der in den folgenden Jahren aktiv Spenden sammelte und verschiedene Aktivitäten wie Benefizkonzerte organisierte, um Geld für den Wiederaufbau zu beschaffen.
Für den Wiederaufbau wurde ein Architektenwettbewerb ausgelobt, den das Architektenbüro stadt+haus aus Hamburg/Wismar gewann. Ziel der Architekten war es, „den ursprünglichen Feldsteinbau erkennbar zu machen und seine Ergänzungen von 1786 sichtbar zu integrieren.“ Das wurde durch den Einschub eines neuen Baukörpers aus Stahl erreicht. Die Orgel wurde an eine andere Stelle platziert, um eine bessere Akustik zu erreichen. Im Turmbereich wurden Technikraum, Teeküche und sanitäre Anlagen untergebracht. Eine Luft-Wärmepumpe-Heizung wurde installiert. Die Arbeiten begannen im Oktober 2005, das Richtfest konnte am 15. Dezember 2005 gefeiert werden. Die Firma Mecklenburger Orgelbau in Plau am See restaurierte die Orgel 2007, dabei erhielt sie ihre originale Klangfarbe zurück, im Pedal wurde ein Tiefbass hinzugefügt. Pfingsten 2007 konnte die Orgel geweiht werden. Am Reformationstag 2007 wurde die Kirche wieder eingeweiht. 2008 wurde der Wiederaufbau mit dem Landesbaupreis Mecklenburg-Vorpommern ausgezeichnet.
Im Sommer 2015 kehrten auch diejenigen Ausstattungsstücke zurück, die zunächst eingelagert worden waren: das neugotische Altarbild, Schnitzfiguren und zwei Krieger-Gedenktafeln.

## Treppenaufgang
Ein künstlerisch gestaltetes Geländer ziert seit Oktober 2015 den Treppenaufgang zum Kirchhof. Gefertigt vom Metallbauer Günter Söffky in Drönnewitz (Demmin), zeigt es die Notation des Kanons Lobet und preiset, ihr Völker, den Herrn. Das obere Ende des Handlaufs trägt das Zeichen des Evangelischen Posaunendienstes in Deutschland.

## Pastoren
Namen und Jahreszahlen bezeichnen die nachweisbare Erwähnung als Pastor.
- 1680–1700 Christian Riebe.
- 1701–1736 Georg Risch.
- 1793–1817 Johann Karl August Susemihl.
- 1843–1875 Heinrich Zander, auch Ornithologe.